# Batalla de Narva (1700)
La batalla de Narva fue una de las primeras batallas en la Gran Guerra del Norte en la cual el ejército sueco del rey Carlos XII venció al ejército ruso del zar Pedro el Grande en Narva. El resultado de la batalla fue una contundente victoria sueca basada en razones tácticas.

## La batalla
El 30 de noviembre de 1700 (calendario gregoriano) la fuerza principal de 8 140 hombres bajo el mando del rey Carlos XII contratacó al ejército ruso que sitiaba la fortaleza sueca (ahora en Estonia) de Narva. La fuerza sueca principal fue asistida por alrededor de 2500 hombres del interior de la fortaleza. El ejército ruso estaba en superioridad numérica, disponiendo de cerca de 80 000 hombres.
El ejército sueco estaba comandado por el rey mismo, asistido por el general Carl Gustaf Rehnskiöld, y el ejército ruso, compuesto mayormente por campesinos sin preparación ni experiencia militar, estaba a cargo de Charles Eugène de Croÿ. El zar Pedro I había abandonado el lugar unos días antes.
El ejército sueco entró en acción al mediodía, protegido por una ventisca que soplaba hacia los rusos, cegándolos. Los suecos se lanzaron a través de las líneas rusas, sembrando el pánico. La comunicación rusa también estaba obstaculizada por la dificultad que los oficiales -la mayoría de los cuales eran extranjeros- tenían en la retransmisión de órdenes a los soldados rusos.
La batalla fue una gran victoria sueca. Suecia perdió solamente a 667 hombres (casi un 7 %) y el ejército ruso perdió cerca de 20 000 hombres, muchos de los cuales huyeron del campo de batalla, solo para ahogarse en el río Narva.

## Consecuencias
Los suecos habían ganado la batalla, pero no la guerra. Esta gran derrota fue una de las razones por las que Pedro I decidió seguir su programa de reformas, modernizando la maquinaria militar rusa. 
En apenas algunos años, el nuevo ejército ruso sería un opositor mucho más eficiente. 
A la larga, el perdedor fue Carlos XII. En vez de perseguir a los rusos, como le aconsejaban sus generales y diplomáticos del parlamento sueco, decidió volverse contra la Mancomunidad Polaco-Lituana, pese a existir una tregua. Durante los años siguientes, Carlos XII obtuvo varias victorias destronando al rey polaco, Augusto II y colocando a Estanislao I Leszczynski en su lugar.
Tras esta pausa, el zar Pedro reclutó un reformado ejército que derrotó finalmente a los suecos en la batalla de Poltava, lo que terminó con la hegemonía del Imperio sueco en el Báltico, papel que asumiría a partir de entonces el Imperio ruso.